# Apertura a Clausura

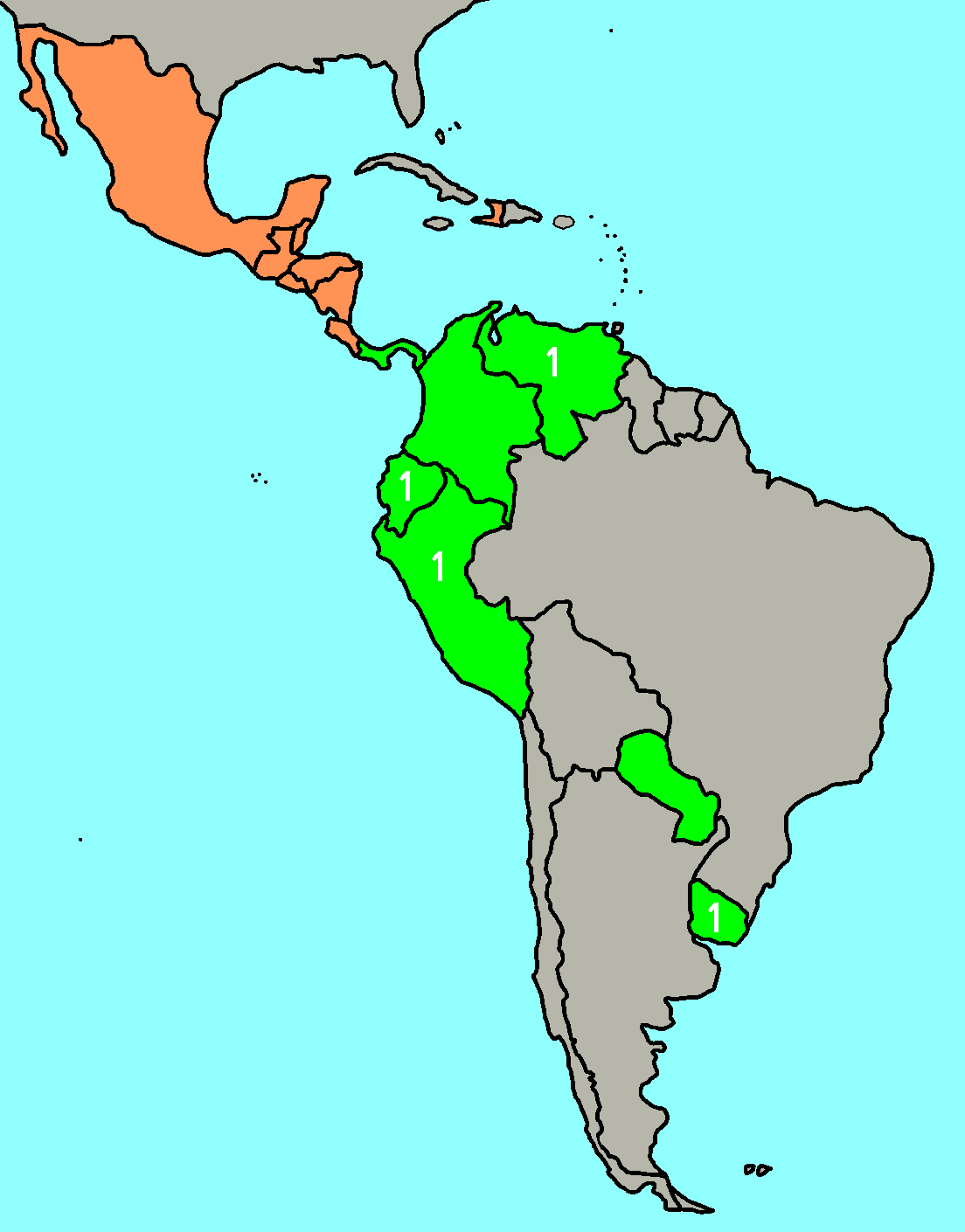
Světlezeleně zobrazené země pořádají aperturu a clausuru v jednom kalendářním roce, oranžové země hrají systémem podzim/jaro. Číslice 1 označuje státy, kde vítězové obou částí hrají o titul (platné k roku 2009).

Apertura a Clausura, volně přeloženo otevírající a uzavírající (část ligy) je systém, kterým se hrají fotbalové soutěže v některých latinskoamerických zemích. Jde o to, že v každé polovině sezóny se hraje jedna soutěž za účasti stejných týmů a podle stejných pravidel (každý s každým). Tento formát vznikl v Argentině v roce 1990 kvůli opačnému pořadí ročních období na jižní polokouli.
Vítězové apertury i clausury jsou vyhlášeni mistry a hrají Pohár osvoboditelů. V některých státech, jako Uruguay, se utkají vítězové obou turnajů (pokud to samozřejmě není tentýž klub) doma a venku a vítěz je vyhlášen národním šampiónem. V Mexiku se tento dvojzápas hraje také, ale neurčuje mistra, má spíše charakter Superpoháru. Sestupující týmy jsou v systému apertura-clausura určeny tabulkou z posledních tří ročníků. V zemích, které zavedly tento systém, se pro nedostatek volných termínů nehraje národní pohár.
V letech 1995-2005 používalo formát apertury a clausury také Japonsko.